# Romuald Langwiński
Romuald Andrzej Langwiński (ur. 5 maja 1933 w Lublinie, zm. 7 czerwca 2003) – polski farmaceuta i lekarz, profesor nauk farmaceutycznych, wykładowca Uniwersytetu Medycznego w Lublinie.

## Życiorys
Dyplom magistra farmacji otrzymał w 1995. W 1956 został przyjęty na drugi rok studiów na Wydziale Lekarskim, które ukończył w 1962. Od 1 listopada 1956 pracował na etacie asystenta w Zakładzie Farmakodynamiki Wydziału Farmaceutycznego. Stopień doktora otrzymał na podstawie pracy Ocena przydatności metody gorącej płytki ze szczególnym uwzględnieniem ruchliwości u myszy napisanej pod kierunkiem prof. Józefa Jeskego. Habilitował się na podstawie rozprawy Ośrodkowe działanie (−)-efedryny i od tego momentu do śmierci kierował Zakładem Farmakodynamiki.

## Odznaczenia
- Złoty Krzyż Zasługi (1977)[3]
- Medal 40-lecia Polski Ludowej (1985)[3]
- Krzyż Kawalerski Orderu Odrodzenia Polski (1985)[3]